# ポン・レヴェック (チーズ)
ポン・レヴェック (Pont-l'Évêque) は、フランスノルマンディー地方のウォッシュチーズ。牛の乳で作られたチーズを塩水で洗うことで、腐敗菌を排除し特定の菌のみを繁殖させることで熟成させる。
リヴァロやピエダングロワなどのウォッシュチーズと比較して匂いや味に癖は少なく、初心者にも馴染みやすい。
熟成が進んで弾力感の中にペースト状のやわらかさが出てくれば頃合で、固焼きパンと合わせて赤ワインで流し込む食べ方が一般的。加熱することでも風味が増すので、チーズを載せてトーストしたり、グラタンやサーモンのチーズ焼き等の料理にも適している。

## 歴史
ポン・レヴェックは12世紀には既にノルマンディー地方でつくられていた。現地の言い伝えでは修道院で最初につくられたとされ、おそらく現在生産されているもので最古のものであろうと言われる。13世紀には「アンジェロ」 (angelot) と呼ばれていたと考えられており、「良い食事の最後には必ずアンジェロを食べる」という当時の記述がある。
16世紀以降にフランス全国でよく食べられるようになり、そのころから生産の中心地であるポン＝レヴェック村の名前にちなんでポン・レヴェックと呼ばれるようになった。